# Faturui
Faturui (Fatu Rui) ist eine osttimoresische Aldeia im Suco Leolima (Verwaltungsamt Balibo, Gemeinde Bobonaro). 2015 lebten in der Aldeia 371 Menschen.

## Geographie
Faturui bildet den Mittelteil des Sucos Leolima, mit der Aldeia Duaderoc im Nordwesten und der Aldeia Raifatuk im Südosten. Im Süden grenzt Faturui an den Suco Balibo Vila und im Norden an die Sucos Aidabaleten und Hataz. Der  Laecouken, ein Zufluss des Nunura, folgt einem Teil der Südgrenze von Faturui. Erhebungen in der Aldeia sind der  Foho Lutin (Mit 537 m der höchste Punkt in der Aldeia) im Osten und der Samoro (341 m) und der Foho Fataon (381 m) im Norden.
Im Süden der Aldeia treffen drei kleinere Straßen im Ort Faturui zusammen. Westlich davon liegt die Siedlung Manuinan und nördlich das Dorf Duaderoc. Im Nordosten liegt abseits der Straßen das Dorf Dualanok. Im Südwesten liegt an der Grenze zu Balibo Vila der Ort Malileten.
In Manuinan gibt es eine Grundschule.

## Politik
2023 wurde Agapitu Shances zum Chefe de Aldeia gewählt.